# Xarxa Ciutadana de Hokkaidō
La Xarxa Ciutadana de Hokkaidō (市民ネットワーク北海道, Shimin Network Hokkaidō) sovint traduït pel mateix partit com a Citizen's Network of Hokkaido és un partit polític local de Hokkaido. El partit, igual que altres partits locals com el Tokyo Seikatsusha Network forma part de la Xarxa Política Ciutadana del Japó.

## Ideologia
Es tracta d'una formació política de caràcter socialdemòcrata i de centre-esquerra amb fortes arrels locals.
La formació és contrària a l'ús de l'energia nuclear i s'oposa a la reapertura de la central de Tomari.
També tenen com a objectiu el cobrament de tasses per residus urbans. S'oposen al sistema de document nacional d'identitat ja que opinen que es tracta d'una invasió a la intimitat dels ciutadans. També són contràris a l'aterratge de jets a l'Aeroport d'Okadama pel soroll.

## Història
El partit va ser fundat en octubre de 1990. En 1991 la formació es presentà a les seues primeres eleccions: les eleccions municipals de Sapporo on aconseguiren tres regidors i les eleccions municipals d'Ishikari, on n'aconseguiren un.
La formació denomina als seus càrrecs electes com "agents" i gestiona les compensacions econòmiques d'aquests. El termini màxim de mandat dels càrrecs electes de la formació és de huit anys (dues legislatures).
A les eleccions generals japoneses de 2017 el partit va anunciar que donaria suport en cinc districtes electorals de Hokkaido als candidats del Partit Democràtic Constitucional i del Partit Comunista del Japó.

## Resultats electorals

### Ajuntament deSapporo
| Any eleccions | Vots | % vots (posició) | Regidors | +/- | Candidat |
| ------------- | ---- | ---------------- | -------- | --- | -------- |
| 1991          | ND   | ND (5)           | 3 / 71   | Nou |          |
| 1995          | ND   | ND (5)           | 3 / 69   | =   |          |
| 1999          | ND   | ND (5)           | 2 / 68   | 1   |          |
| 2003          | ND   | ND (5)           | 3 / 68   | 1   |          |
| 2007          | ND   | ND (5)           | 4 / 68   | 1   |          |
| 2011          | ND   | ND (5)           | 3 / 68   | 1   |          |
| 2015          | ND   | ND (6)           | 1 / 68   | 2   |          |
| 2019          | ND   | ND (5)           | 1 / 68   | =   |          |

### Municipals de Hokkaido
- 1991
  - Ishikari: 1 regidor
- 1995
  - Ishikari: 1 regidor
  - Hiroshima: 1 regidor
- 1999
  - Ishikari: 2 regidors
  - Kitahiroshima: 1 regidor
  - Tōbestu: 1 regidor
- 2003
  - Ishikari: 2 regidors
  - Kitahiroshima: 1 regidor
  - Tōbestu: 1 regidor
- 2007
  - Ishikari: 2 regidors
  - Kitahiroshima: 1 regidor
  - Ebetsu: 1 regidor
  - Tōbestu: 1 regidor
- 2011
  - Ishikari: 2 regidors
  - Kitahiroshima: 1 regidor
  - Ebetsu: 1 regidor
- 2015
  - Kitahiroshima: 2 regidors
  - Ebetsu: 1 regidor
- 2019
  - Kitahiroshima: 2 regidors

### Assemblea de Hokkaidō
| Any eleccions | Vots | % vots | Diputats | +/- | Notes |
| ------------- | ---- | ------ | -------- | --- | ----- |
| 1991          | ND   | ND     | 0 / 110  | Nou |       |
| 1995          | ND   | ND     | 0 / 110  | =   |       |
| 1999          | ND   | ND     | 0 / 110  | =   |       |
| 2003          | ND   | ND     | 0 / 110  | =   |       |
| 2007          | ND   | ND     | 0 / 106  | =   |       |
| 2011          | ND   | ND     | 0 / 104  | =   | [ 6 ] |
| 2015          | ND   | ND     | 0 / 101  | =   | [ 7 ] |
| 2019          | ND   | ND     | 0 / 100  | =   |       |